# هوغو كوشيا
هوغو كوشيا (بالإسبانية: Hugo Coscia)‏ هو لاعب كرة قدم أرجنتيني في مركز الهجوم، ولد في 12 أكتوبر 1952 في تشاكابوكو، بوينس آيرس ‏ في الأرجنتين. شارك مع منتخب الأرجنتين لكرة القدم. أما مع النوادي، فقد لعب مع إستوديانتيس دي لا بلاتا وبوكا جونيورز وروزاريو سنترال وريفر بليت ونادي أتليتيكو كولون ونادي سان لورينزو ونادي سان لويس.

## وصلات خارجية
- هوغو كوشيا على موقع قاعدة بيانات كرة القدم.إي يو (الإنجليزية)
- هوغو كوشيا على موقع ناشيونال فوتبول تيمز (الإنجليزية)
- هوغو كوشيا على موقع عالم كرة القدم.نت (الإنجليزية)